# Mount Mitchell, Queensland
Mount Mitchell är ett berg i Australien. Det ligger i regionen Scenic Rim och delstaten Queensland, omkring 90 kilometer sydväst om delstatshuvudstaden Brisbane. Toppen på Mount Mitchell är 1 168 meter över havet.
Runt Mount Mitchell är det mycket glesbefolkat, med 4 invånare per kvadratkilometer.. Närmaste större samhälle är Aratula, omkring 16 kilometer nordost om Mount Mitchell. 
I omgivningarna runt Mount Mitchell växer i huvudsak städsegrön lövskog. Genomsnittlig årsnederbörd är 1 168 millimeter. Den regnigaste månaden är januari, med i genomsnitt 235 mm nederbörd, och den torraste är september, med 32 mm nederbörd.